# Mihran Kassabian
Pour les articles homonymes, voir Kassabian.
Mihran Krikor Kassabian, né le 25 août 1870 à Kayseri et mort le 14 juillet 1910 à Philadelphie, est un radiologue arméno-américain.
Il est l'un des premiers chercheurs à utiliser les rayons X pour des utilisations médicales, contribuant ainsi à la radiologie médicale.
Il est vice-président de l'American Roentgen Ray Society (en) (ARRS).
Il est mort d'un cancer de la peau lié à son exposition répétée à de fortes doses de rayonnement.

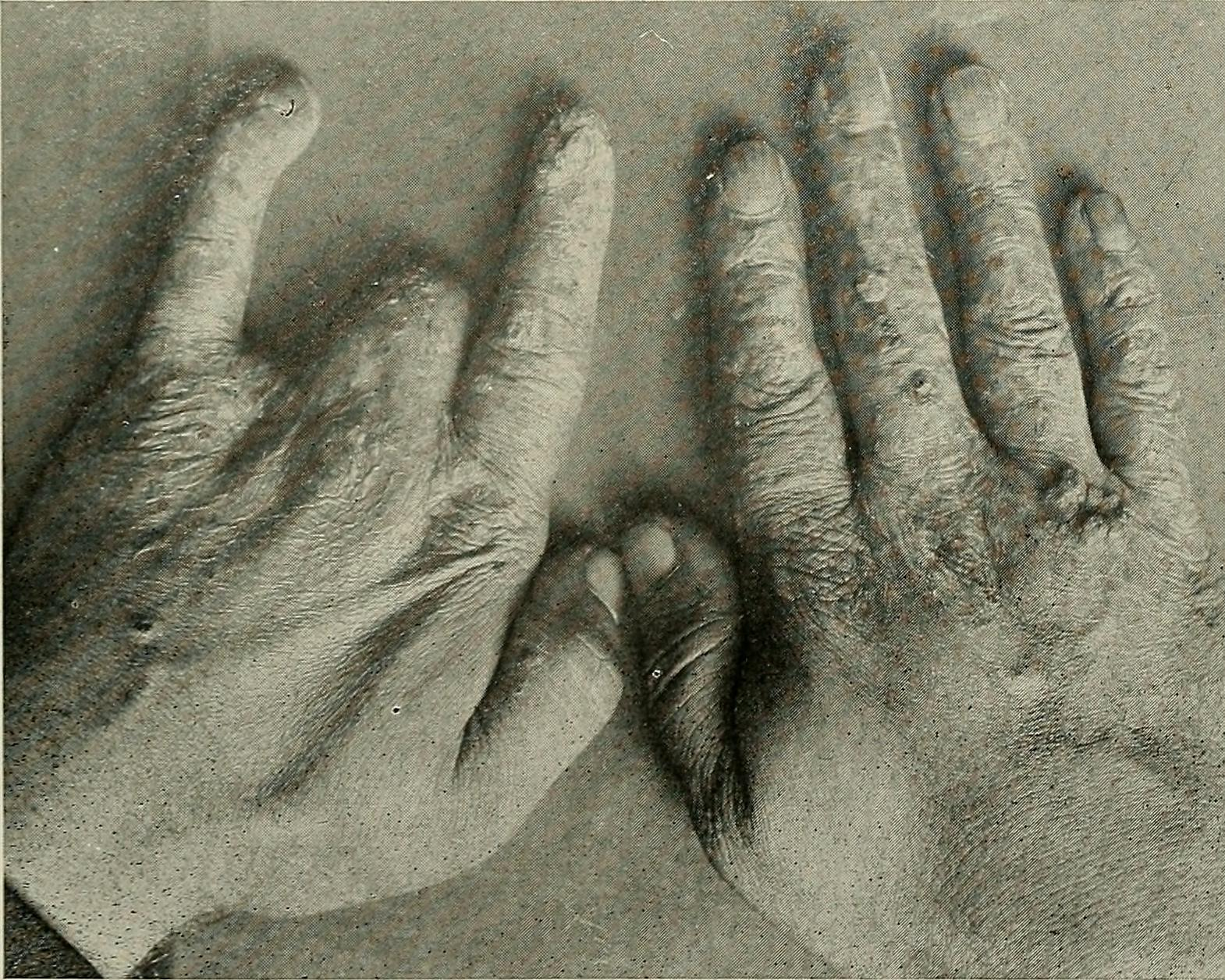
Main de Kassabian en 1909.

`